# NGC 3288
NGC 3288 је спирална галаксија у сазвежђу Велики медвед која се налази на NGC листи објеката дубоког неба.
Деклинација објекта је + 58° 33' 22" а ректасцензија 10h 36m 25,5s. Привидна величина (магнитуда) објекта NGC 3288 износи 14,1 а фотографска магнитуда 14,9. NGC 3288 је још познат и под ознакама UGC 5752, MCG 10-15-114, CGCG 290-57, KCPG 239B, PGC 31446.